# Спутник (премия, 2023)
27-я церемония вручения наград премии «Спутник», присуждаемых Международной пресс-академией за заслуги в области кинематографа и телевидения за 2022 год, состоялась 3 марта 2023 года.
Номинанты были объявлены 8 декабря 2022 года . Вручение наград состоялось в отеле Beverly Hills .
Лидерами номинаций были:
- «Топ Ган: Мэверик» (10 номинаций, 5 побед)
- «Вавилон», «Элвис» и «Фабельманы» (9)[6]
- «Лучше звоните Солу», шестой и последний сезон, и «Праведные Джемстоуны'»' возглавили телевизионные номинации (4)[6].

13 января 2023 года было объявлено о шести получателях награды за особые достижения; однако лауреат премии Мэри Пикфорд был объявлен 22 февраля 2023 года.

## Награды за особые достижения
Авторская премия (за уникальное видение) — Мартин МакДонах.
Почётная награда — «RRR: Рядом ревёт революция»
Гуманитарная премия (за изменение жизни людей) — Джо Мантенья
Премия Мэри Пикфорд (за выдающийся художественный вклад) — Дайан Уоррен
Премия Николы Теслы (за достижения в области технологий кино) — Райан Тадхоуп (Ryan Tudhope)
Награда за прорыв — Бхавин Рабари (Bhavin Rabari) ( Последний кинопоказ)
Награда за каскадерское мастерство — Кейси О’Нил (Casey O’Neill) (Топ Ган: Мэверик)
Актёрский состав: Кинофильм — «Достать ножи: Стеклянная луковица»
Актёрский состав: Телевидение — «Время побеждать: Расцвет династии Лейкерс»

## Победители и номинанты

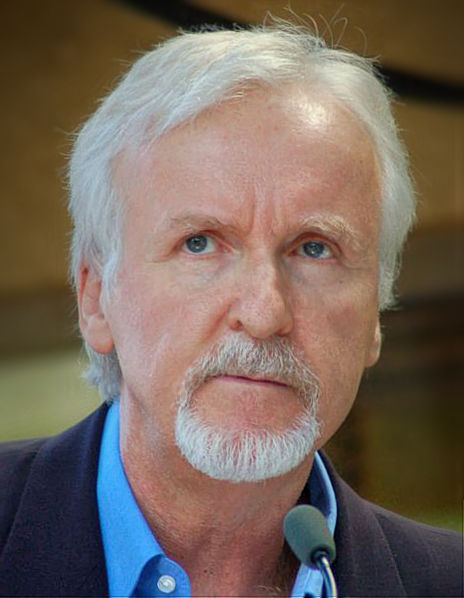
Джеймс Кэмерон, победитель в номинации «Лучший режиссёр»

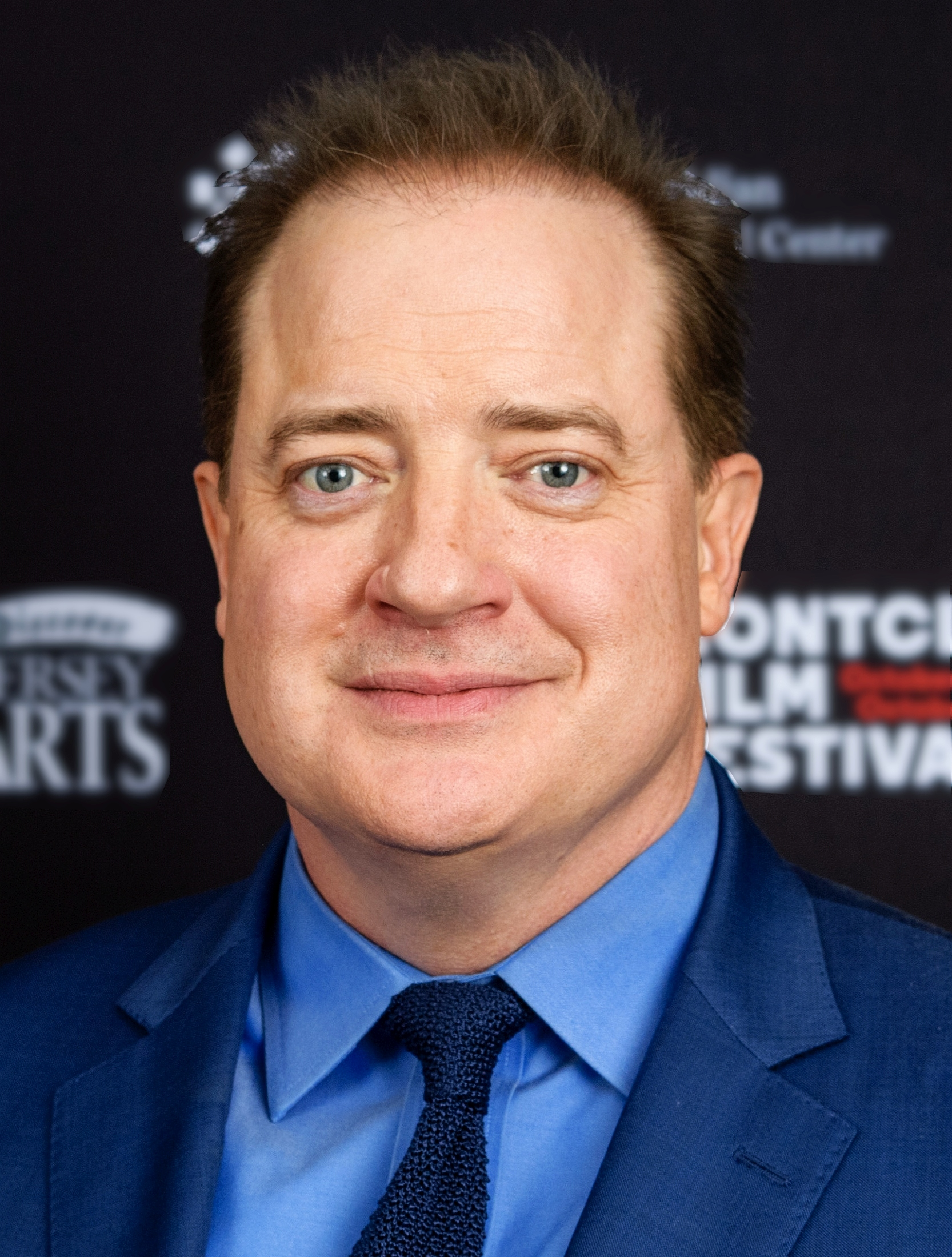
Брендан Фрейзер, победитель в номинации «Лучший актёр» (кино, драма)

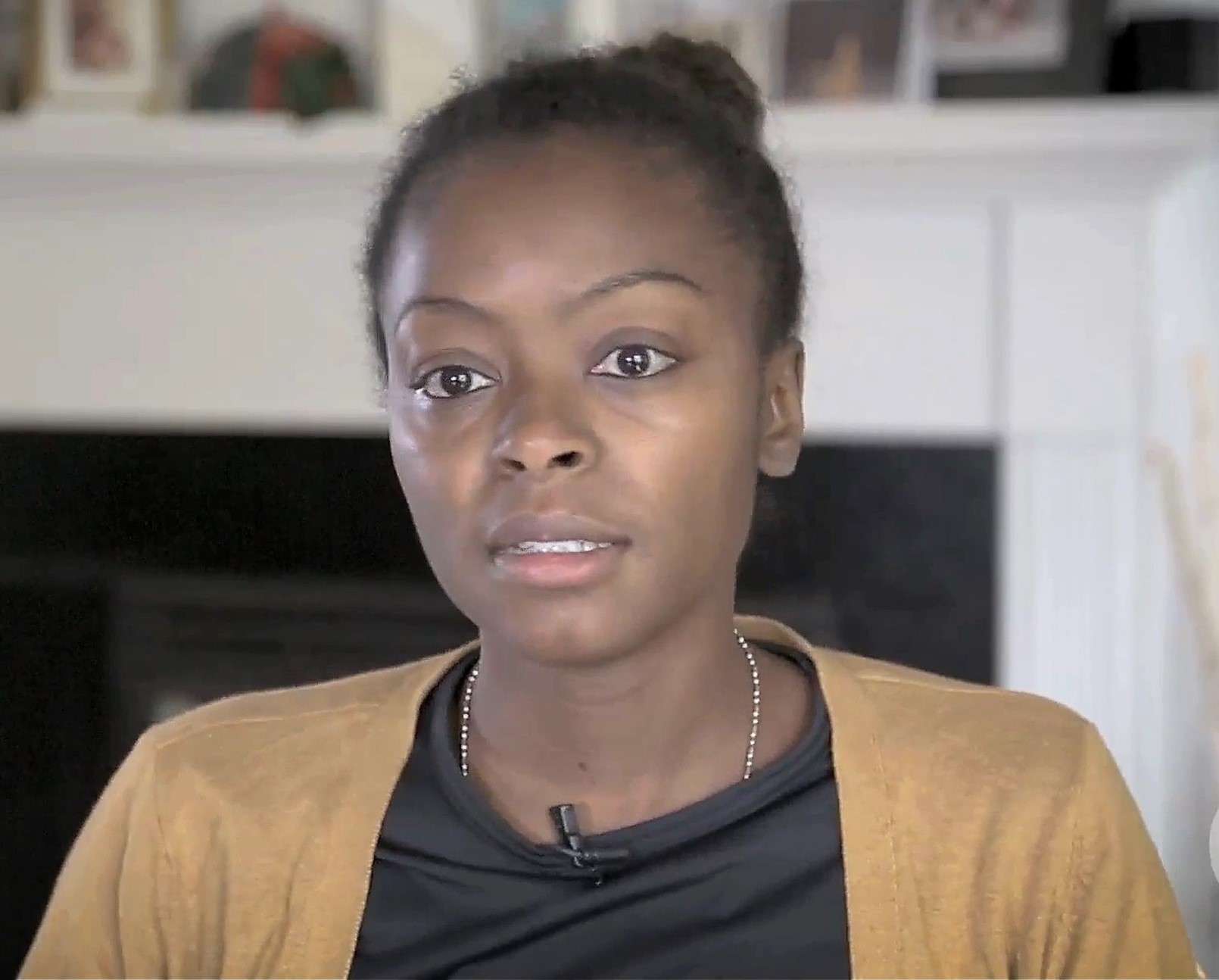
Даниэль Дедвайлер, победитель в номинации «Лучшая женская роль» (кино, драма)

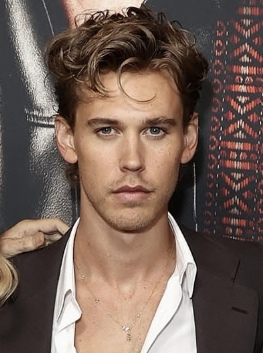
Остин Батлер, победитель в номинации «Лучший актёр» (кино, комедия или мюзикл)

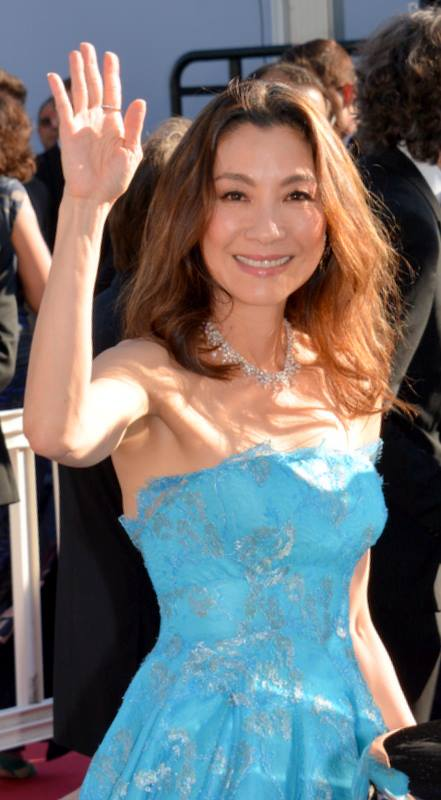
Мишель Йео, победительница в номинации «Лучшая женская роль» (кино, комедия или мюзикл)

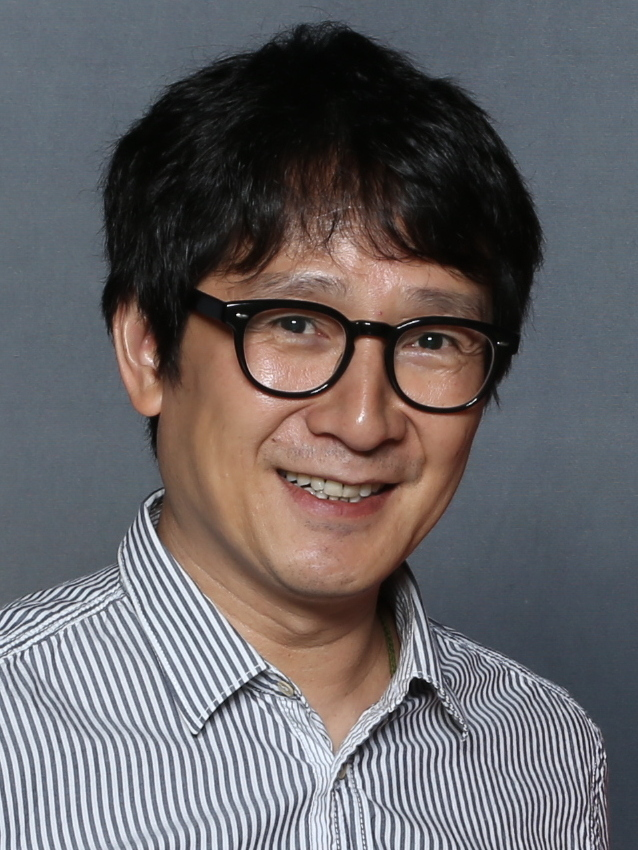
Куан Ке Хюи, победитель в номинации «Лучшая мужская роль второго плана»

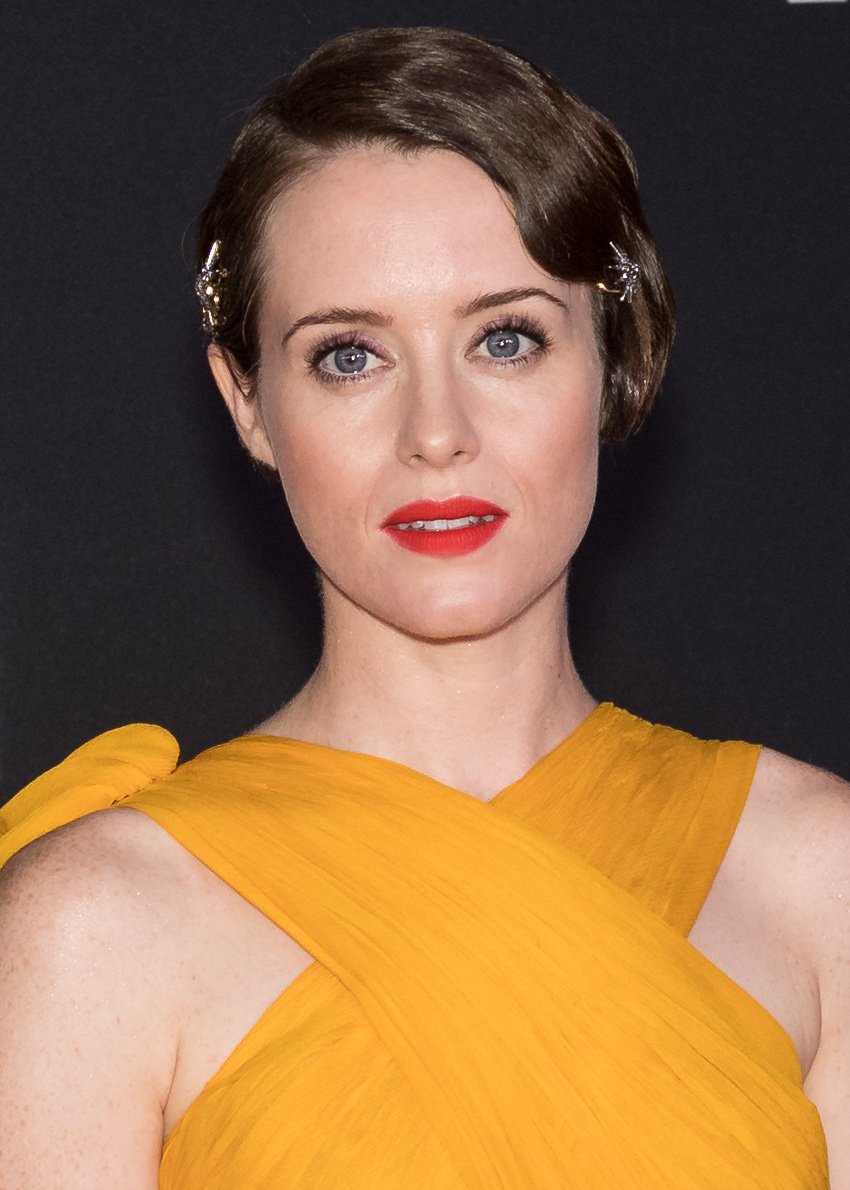
Клэр Фой, победительница в номинации «Лучшая женская роль второго плана»

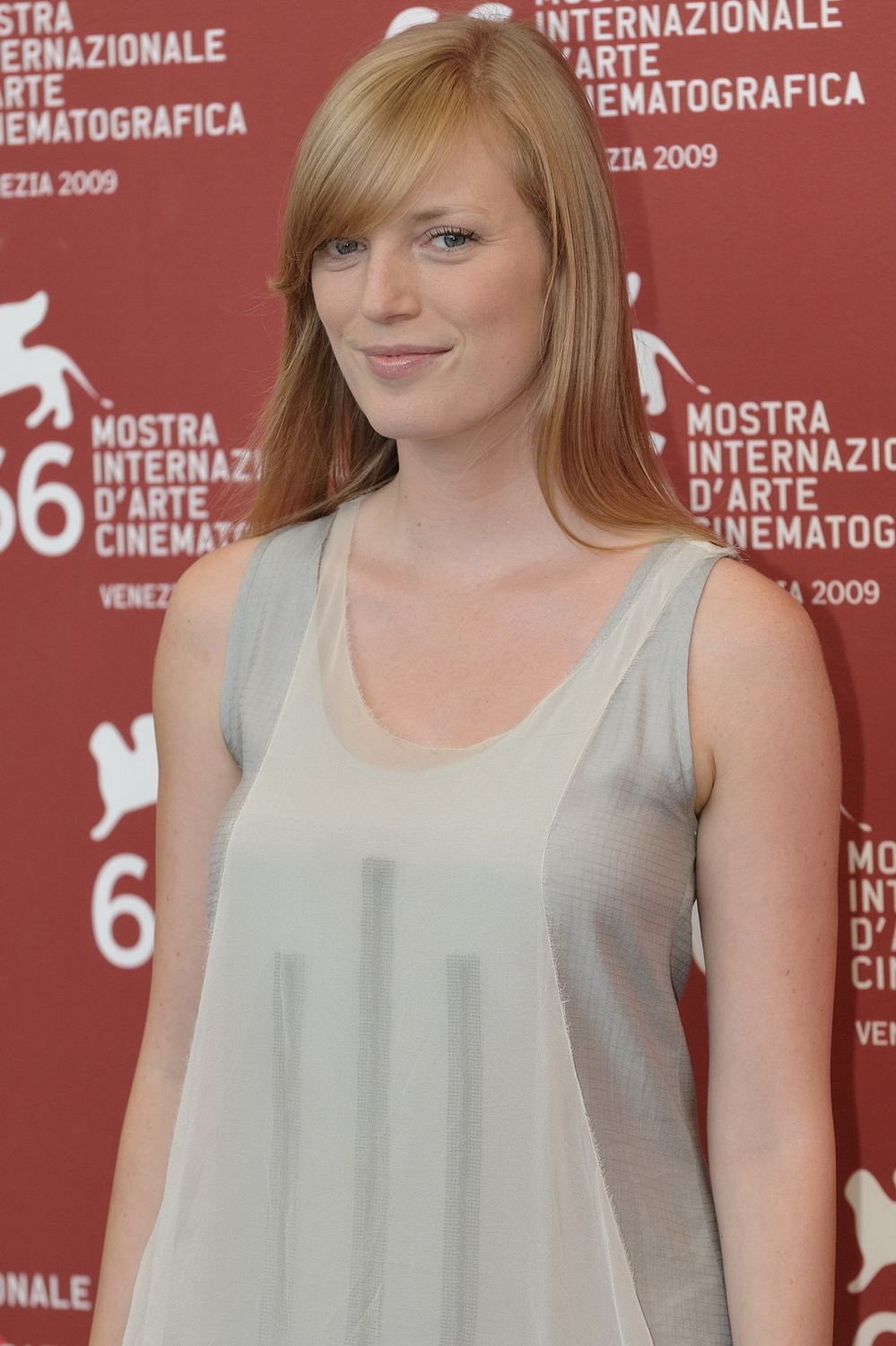
Сара Полли, победитель в номинации «Лучший адаптированный сценарий»

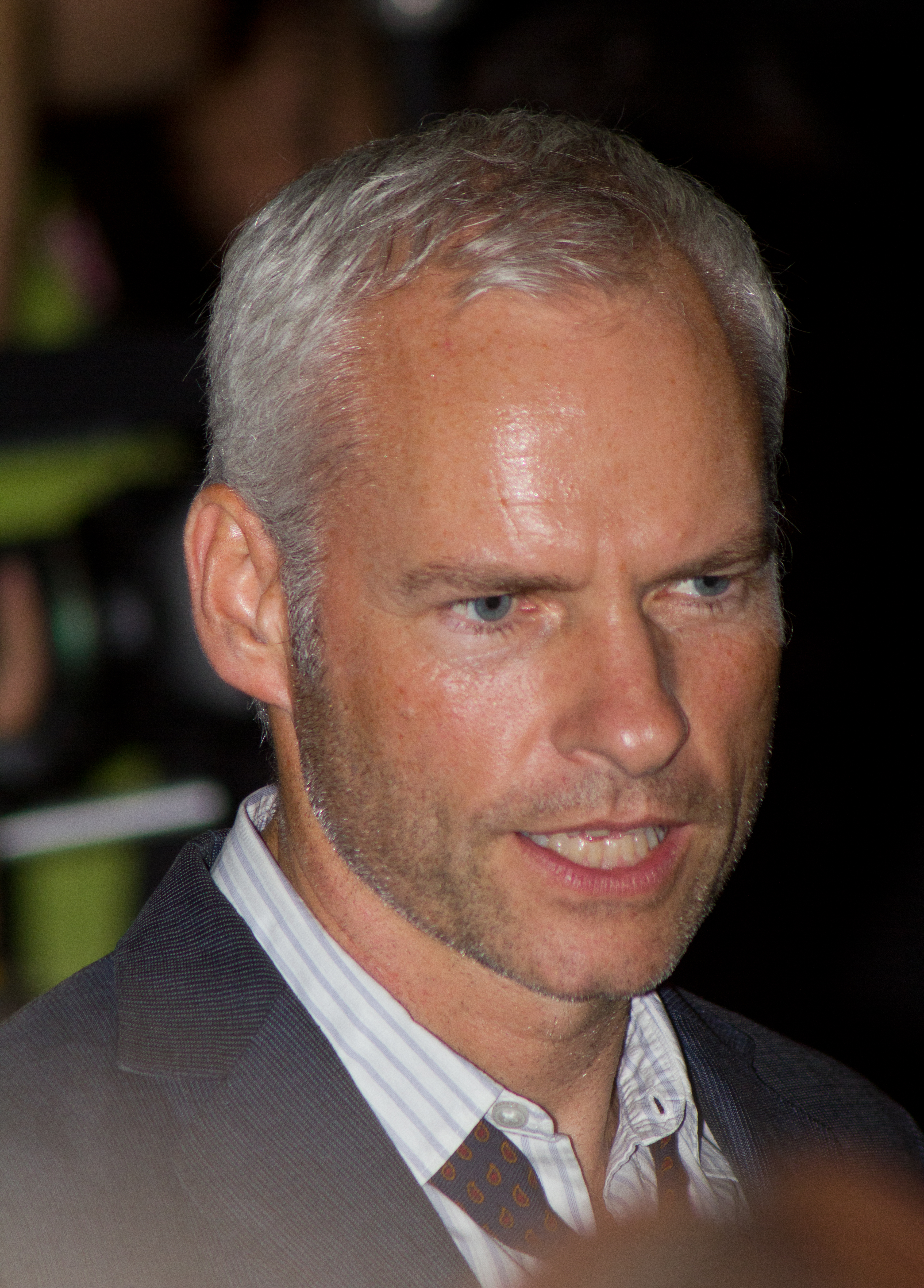
Мартин МакДонах, победитель в номинации «Лучший оригинальный сценарий»

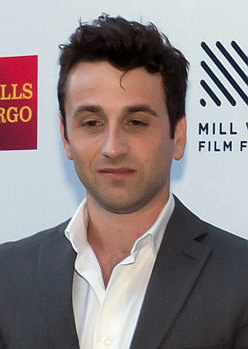
Джастин Гурвиц, победитель в номинации «Лучший оригинальный саундтрек»

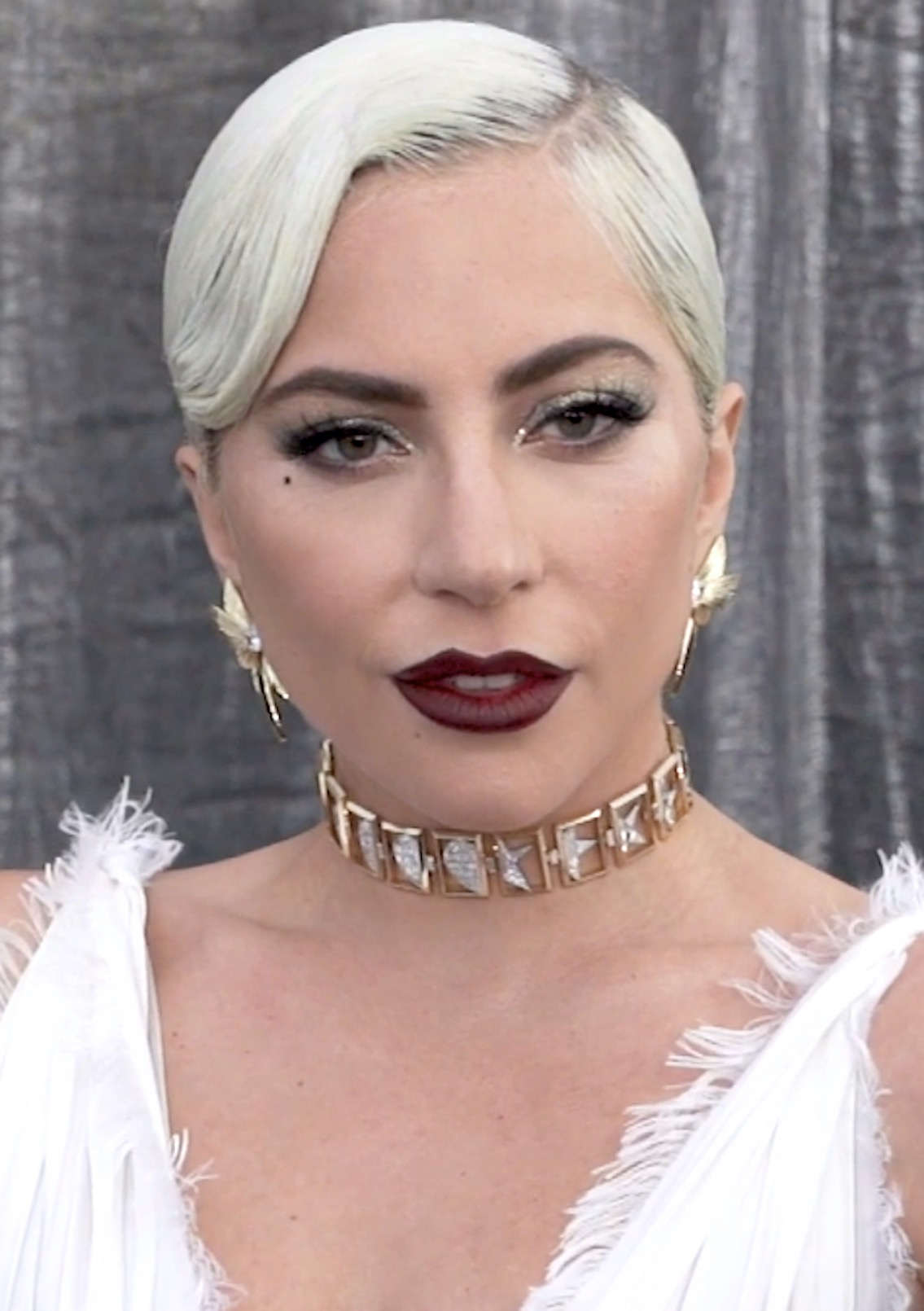
Леди Гага, победитель в номинации «Лучшая оригинальная песня»

Победители перечислены первыми и выделены жирным шрифтом .
| Премия «Спутник» за лучший фильм (драма) | Премия «Спутник» за лучший фильм (комедия) |
| --- | --- |
| «Топ Ган: Мэверик» - «Аватар: Путь воды» - «Чёрная пантера: Ваканда навеки» - «Фабельманы» - «Жить» - «Тар» - «Тилл» - «Говорят женщины» | «Всё везде и сразу» - «Банши Инишерина» - «Элвис» - «Достать ножи: Стеклянная луковица'»' - «RRR: Рядом ревёт революция» - «Треугольник печали» |
| Премия «Спутник» за лучший анимационный фильм | Премия «Спутник» за лучшую режиссёрскую работу |
| «Марсель, ракушка в ботинках» - «Плохие парни» - «Пиноккио Гильермо дель Торо» - «Ину-о: Рождение легенды» - «Я краснею» | Джеймс Кэмерон — «Аватар: Путь воды» - Джозеф Косински — «Топ Ган: Мэверик» - Баз Лурман — «Элвис» - Мартин Макдонах — «Банши Инишерина» - Сара Полли — «Говорят женщины» - Стивен Спилберг — «Фабельманы» |
| Премия «Спутник» за лучшую мужскую роль — кинофильм (драма) | Премия «Спутник» за лучшую женскую роль — кинофильм (драма) |
| Брендан Фрейзер — «Кит» (Чарли) - Том Круз — «Топ Ган: Мэверик» (Капитан Пит «Мэверик» Митчелл) - Хью Джекман — «Сын» (Питер Миллер) - Габриэл Лабелль — «Фабельманы» (Сэмми Фабельман) - Билл Найи — «Жить» (мистер Уильямс) - Марк Уолберг — «Отец Стю» (отец Стюарт Лонг) | Даниэль Дедуайлер — «Тилл» (Мейми Тилл) - Кейт Бланшетт — «Тар» (Лидия Тар) - Джессика Честейн — «Добрый медбрат» (Эми Лонгрен) - Виола Дэвис — «Королева-воин» (генерал Наниска) - Вики Крипс — «Корсаж» (Елизавета Баварская (императрица Австрии)) - Мишель Уильямс — «Фабельманы» (мать Сэмми и Энн) |
| Премия «Спутник» за лучшую мужскую роль — кинофильм (комедия) | Премия «Спутник» за лучшую женскую роль — кинофильм (комедия) |
| Остин Батлер — «Элвис» (Элвис Пресли) - Диего Кальва — «Вавилон» (Манни Торрес) - Дэниел Крейг — «Достать ножи: Стеклянная луковица» (Бенуа Бланк, частный детектив) - Колин Фаррелл — «Банши Инишерина» (Патрик Салливан) - Рэйф Файнс — «Меню» (шеф-повар Словик) - Адам Сэндлер — «Прорваться в НБА» (Стэнли Шугерман) | Мишель Йео — «Всё везде и сразу» (Эвелин Вонг, владелица прачечной) - Жанель Монэ — «Достать ножи: Стеклянная луковица» (Хелен и Кассандра «Энди» Брэнд, сёстры-близнецы) - Марго Робби — «Вавилон» (Нелли Ларой) - Эмма Томпсон — «Любовь по вызову» (Нэнси Стоукс) |
| Премия «Спутник» за лучшую мужскую роль второго плана — кинофильм | Премия «Спутник» за лучшую женскую роль второго плана — кинофильм |
| Куан Ке Хюи — «Всё везде и сразу» (Вэймонд Вонг) - Пол Дано — «Фабельманы» (Бёрт Фабельман, отец Сэмми и Энн) - Брендан Глисон — «Банши Инишерина» (Колм Доэрти) - Эдди Редмэйн — «Добрый медбрат» (Чарльз Каллен) - Джереми Стронг — «Время Армагеддона» (Ирвинг Графф) - Бен Уишоу — «Говорят женщины» (Август Эпп) | Клэр Фой — Говорят женщины (Саломея Фризен) - Анджела Бассет — «Чёрная пантера: Ваканда навеки» — Королева Рамонда - Керри Кондон — «Банши Инишерина» (Шивон Салливан) - Джейми Ли Кёртис — «Всё везде и сразу» (Дейдра Боубейрдра, инспектор) - Долли де Леон — «Треугольник печали» (Эбигейл) - Джин Смарт — «Вавилон» (Элинор Сент-Джон) |
| Премия «Спутник» за лучший адаптированный сценарий | Премия «Спутник» за лучший оригинальный сценарий |
| Сара Полли — «Говорят женщины» - «Достать ножи: Стеклянная луковица» — Райан Джонсон - «Жить» — Кадзуо Исигуро - «Её правда» — Ребекка Ленкиевич - «Топ Ган: Мэверик» — Питер Крейг, Эрен Крюгер, Джастин Маркс, Кристофер Маккуорри, Эрик Уоррен Сингер - «Кит» — Сэмюэл Д. Хантер | Мартин Макдонах — «Банши Инишерина» - «Близко» — Лукас Донт и Анджело Тессенс - «Всё везде и сразу» — Дэниелы - «Фабельманы» — Тони Кушнер и Стивен Спилберг - «Тар» — Тодд Филд - «Треугольник печали» — Рубен Эстлунд |
| Премия «Спутник» за лучший документальный фильм | Премия «Спутник» за лучший фильм на иностранном языке |
| «Огонь любви» - «Всё, что дышит» - «Вся красота и кровопролитие» - «Потомок» - «Спокойной ночи, Оппи!» - «Дэвид Боуи: Moonage Daydream» - «Возаращение Тани Такер- с участием Брэнди Карлайл» - «Территория» - Young Plato | Аргентина, 1985 () - «Бардо» () - «Близко» () - «Корсаж» () - «Решение уйти» () - «Убийца «Священный паук»» () - «Тихоня» () - «Военный моряк» () |
| Премия «Спутник» за лучшую операторскую работу | Премия «Спутник» за лучший монтаж |
| Клаудио Миранда — «Топ Ган: Мэверик» - «Аватар: Путь воды» — Рассел Карпентер - «Вавилон» — Линус Сандгрен - «Банши Инишерина» — Бен Дэвис - «Элвис» — Мэнди Уокер - «Империя света» — Роджер Дикинс | Paul Rogers — «Всё везде и сразу» - «Элвис» — Джонатан Редмонд и Мэтт Вилла - «Фабельманы» — Сара Брошар и Майкл Кан - «Тар» — Моника Вилли - «Топ Ган: Мэверик» — Эдди Хэмилтон - «Королева-воин» — Терилин А. Шропшир |
| Премия «Спутник» за лучший дизайн костюмов | Премия «Спутник» за лучшую работу художника-постановщика |
| Мэри Зофрис — «Вавилон» - «Чёрная пантера: Ваканда навеки» — Рут Картер - «Элвис» — Кэтрин Мартин - «История света» — Александра Бирн - «Жить» — Сэнди Пауэлл - «Королева-воин» — Герша Филлипс | Florencia Martin and Anthony Carlino — «Вавилон» - «Аватар: Путь воды» — Дилан Коул и Бен Проктер - «Элвис» — Кэтрин Мартин и Карен Мерфи - «Фабельманы» — Рик Картер - «Песня любви» — Джулиана Баррето Таррето - «RRR: Рядом ревёт революция» — Сабу Сирил |
| Премия «Спутник» за лучшую музыку к фильму | Премия «Спутник» за лучшую песню |
| «Вавилон» — Джастин Гурвиц - «Банши Инишерина» — Картер Бёруэлл - «Фабельманы» — Джон Уильямс - «Топ Ган: Мэверик» — Лорн Балф, Харольд Фальтермайер, Леди Гага, Ханс Циммер - «Королева-воин» — Теренс Бланчард - «Говорят женщины» — Хильдур Гуднадоуттир | «Hold My Hand» из Топ Ган: Мэверик — Леди Гага - «Applause» из «Теперь вместе» — Дайан Уоррен - «Carolina» из «Там, где реки поют» — Тейлор Свифт - «Lift Me Up» из «Чёрная пантера: Ваканда навеки» — Рианна - «Naatu Naatu» из «RRR: Рядом ревёт революция» — Каала Бхайрава, М. М. Киравани и Рахуль Сиплигунж - «Вегас» из «Элвис» — Doja Cat |
| Премия «Спутник» за лучший звук | Премия «Спутник» за лучшие визуальные эффекты |
| Аль Нельсон, Джеймс Мэйтер, Марк Вайнгартен, Бьёрн Шрёдер — «Топ Ган: Мэверик» - «Аватар: Путь воды» — Christopher Boyes, Gwendolyn Yates Whittle, Dick Bernstein, Gary Summers, Michael Hedges, Julian Howarth - «Вавилон» — Steve Morrow, Ai-Ling Lee, Mildred Iatrou Morgan, Andy Nelson - «Элвис» — David Lee, Wayne Pashley, Andy Nelson, Michael Keller - «RRR: Рядом ревёт революция» — Raghunath Kemisetty, Boloy Kumar Doloi, Rahul Karpe - «Королева-воин» — Becky Sullivan, Кевин О’Коннелл, Tony Lamberti, Derek Mansvelt | Джо Леттери, Эрик Сэйндон, Ричи Бэйнхэм, Дэниел Барретт — «Аватар: Путь воды» - «Вавилон» — Джей Купер, Элия Попова, Кевин Мартел, Ибрагим Джахроми - «Бэтмен» — Dan Lemmon, Russell Earl, Anders Langlands, Dominic Tuohy - «Спокойной ночи, Оппи!» — Abishek Nair, Marko Chulev, Ivan Busquets, and Steven Nichols - «RRR: Рядом ревёт революция» — V. Srinivas Mohan - «Топ Ган: Мэверик» — Ryan Tudhope, Scott R. Fisher, Seth Hill, Bryan Litson |

### Фильмы с несколькими номинациями
| Номинации | Фильмы                              |
| --------- | ----------------------------------- |
| 10        | «Топ Ган: Мэверик»                  |
| 9         | «Вавилон»                           |
| 9         | «Элвис»                             |
| 9         | «Фабельманы»                        |
| 8         | «Банши Инишерина»                   |
| 6         | «Аватар: Путь Воды»                 |
| 6         | «Все Везде Все сразу»               |
| 6         | «Женщины говорят»                   |
| 5         | «RRR»                               |
| 5         | «Женщина-король»                    |
| 4         | «Чёрная пантера: Ваканда навеки»    |
| 4         | «Достать ножи: Стеклянная луковица» |
| 4         | «Жить»                              |
| 4         | «Тар»                               |
| 3         | «Треугольник печали»                |
| 2         | «Близко»                            |
| 2         | «Корсаж»                            |
| 2         | «Империя Света»                     |
| 2         | «Спокойной ночи, Оппи»              |
| 2         | «Добрый медбрат»                    |
| 2         | «Тилл»                              |
| 2         | «Кит»                               |

### Фильмы с несколькими победами
| Победы | Фильмы              |
| ------ | ------------------- |
| 5      | «Топ Ган: Мэверик»  |
| 4      | «Всё везде и сразу» |
| 3      | «Вавилон»           |
| 2      | «Аватар: Путь воды» |
| 2      | «Говорят женщины»   |

## Победители и номинанты телевидения

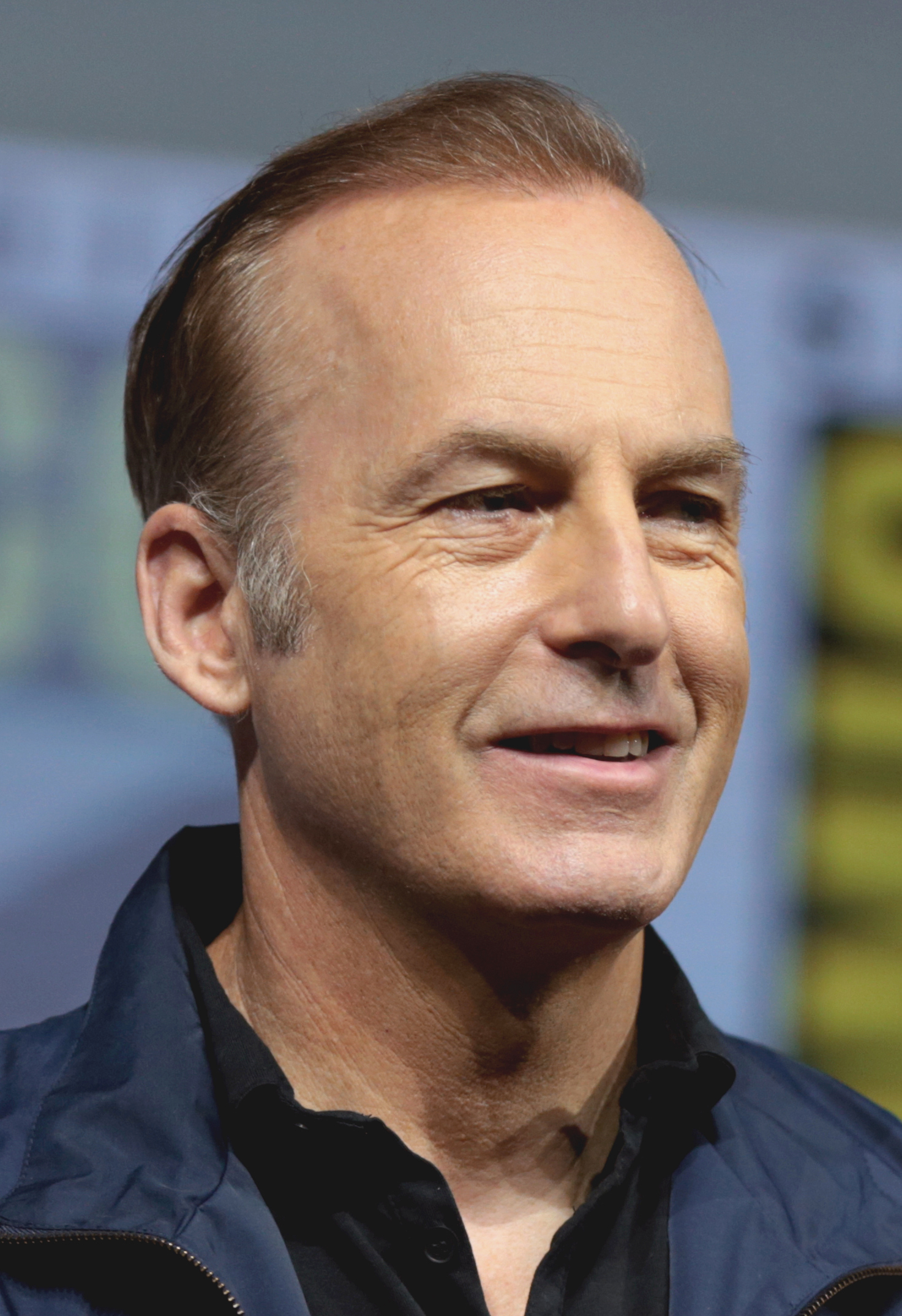
Боб Оденкирк, победитель в номинации «Лучшая мужская роль» в драматическом или жанровом сериале

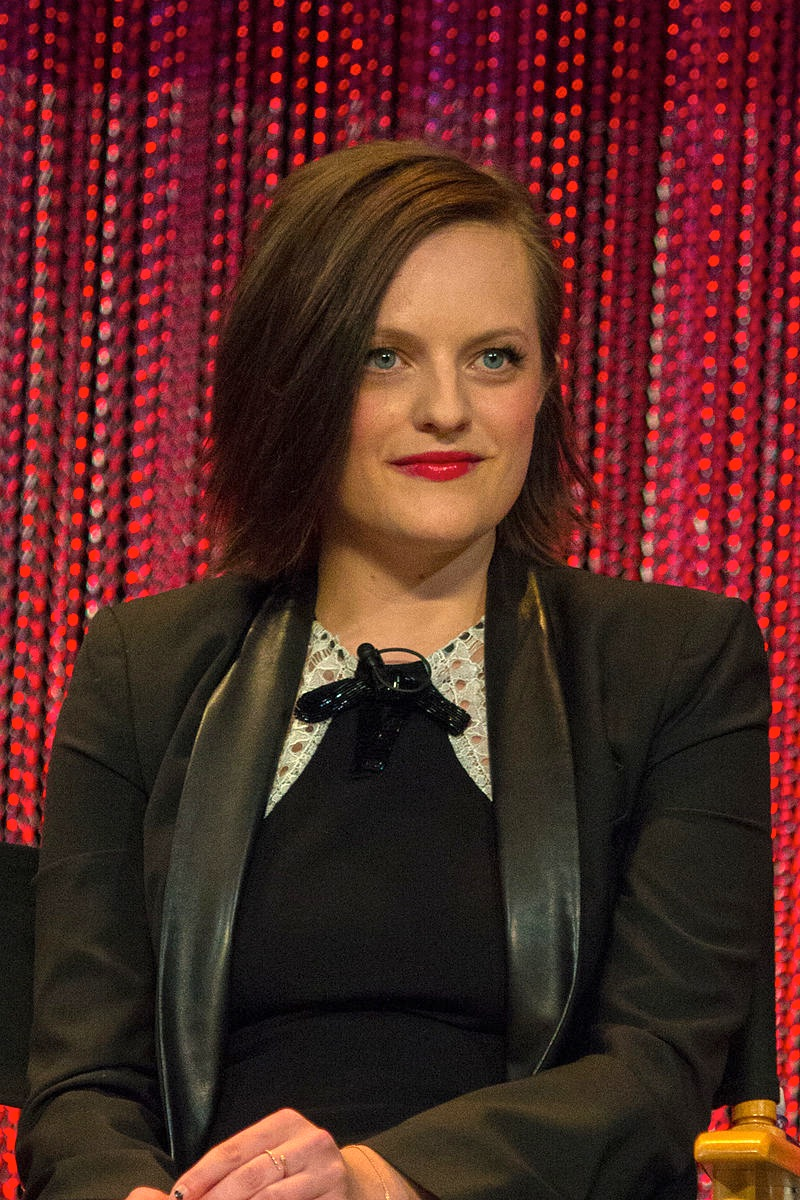
Элизабет Мосс, победительница в номинации «Лучшая женская роль в драматическом или жанровом сериале»

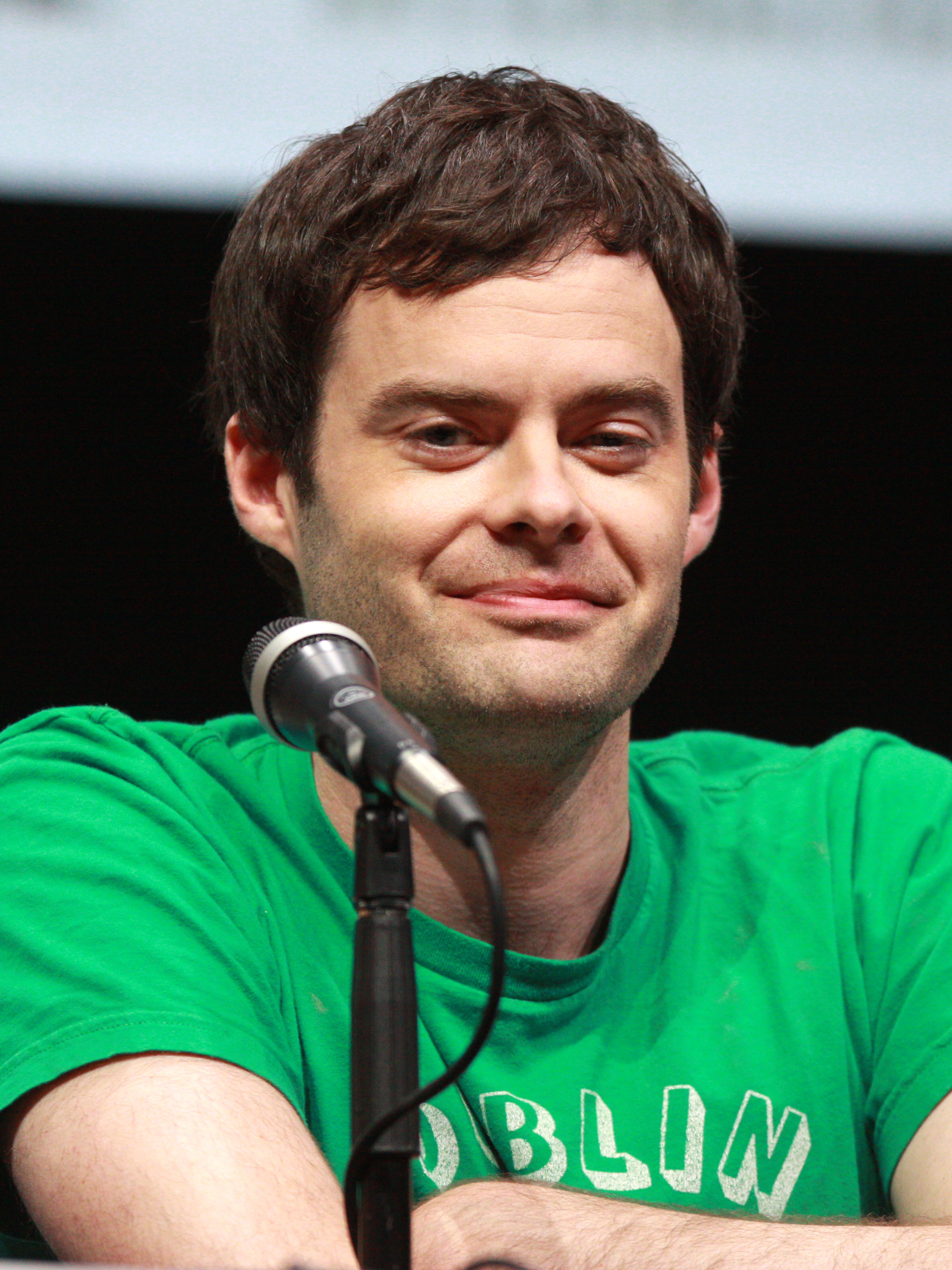
Билл Хейдер, победитель в номинации «Лучшая мужская роль» в комедии или музыкальном сериале

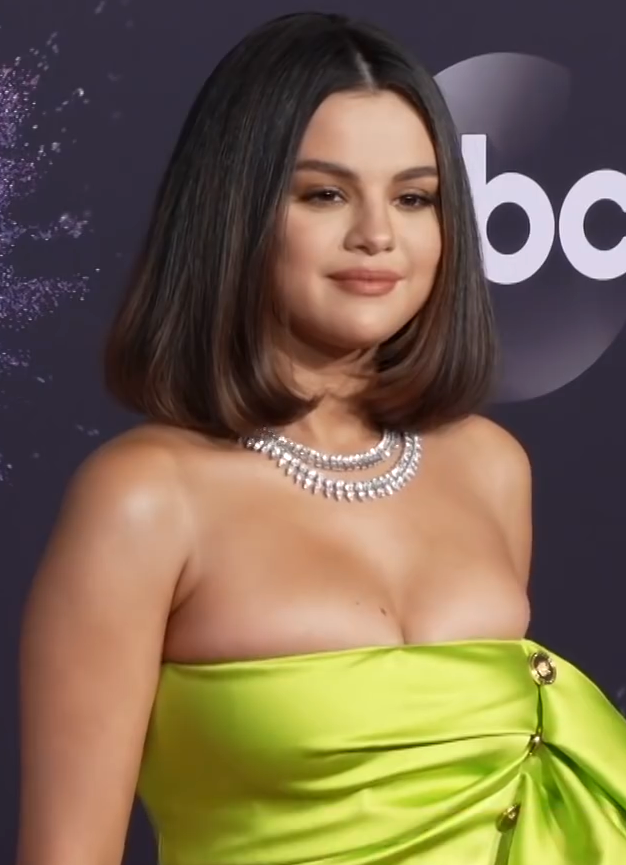
Селена Гомес, победительница в номинации «Лучшая женская роль в комедии или музыкальном сериале»

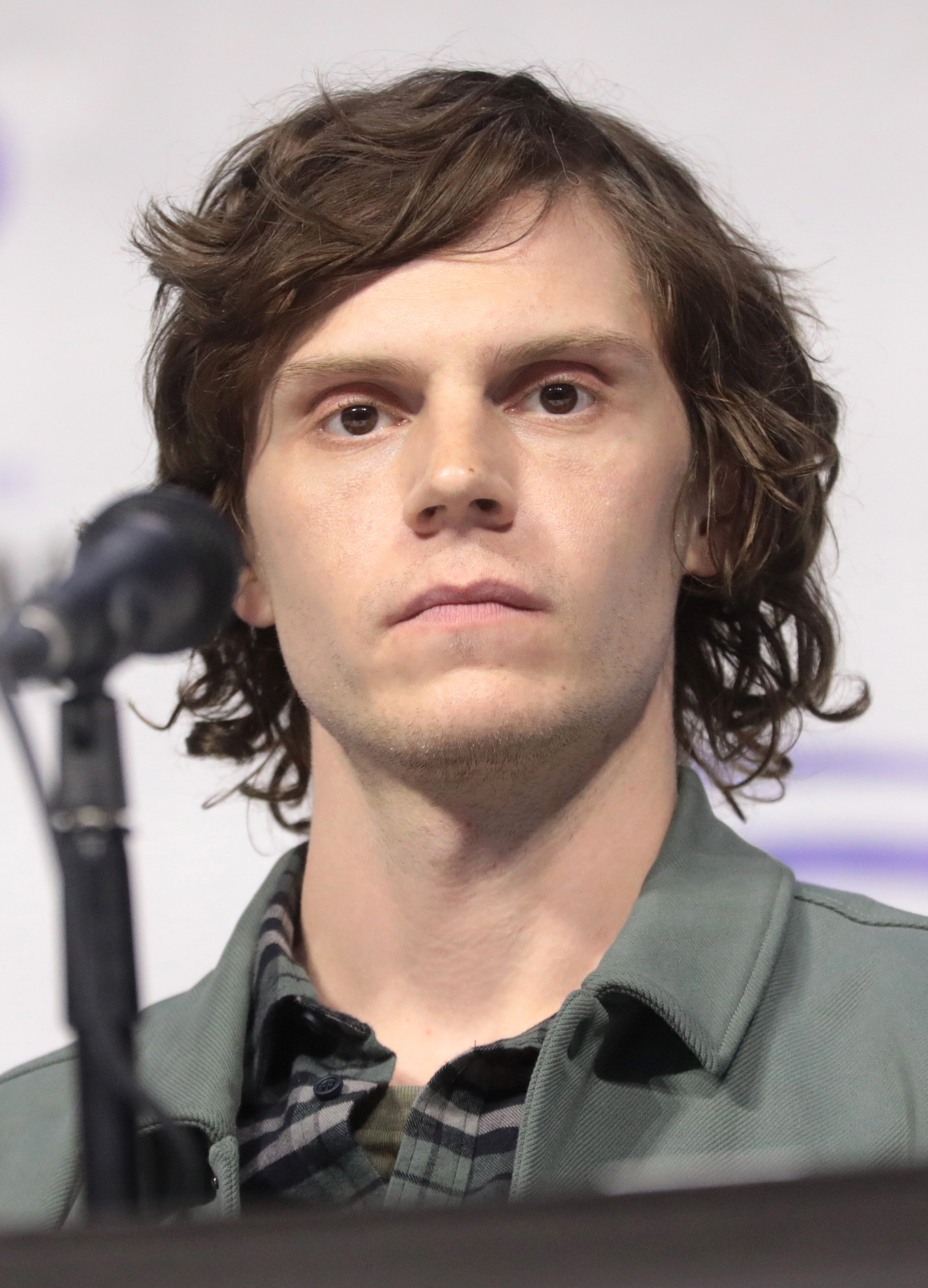
Эван Питерс, победитель в номинации «Лучший актёр мини-сериала»

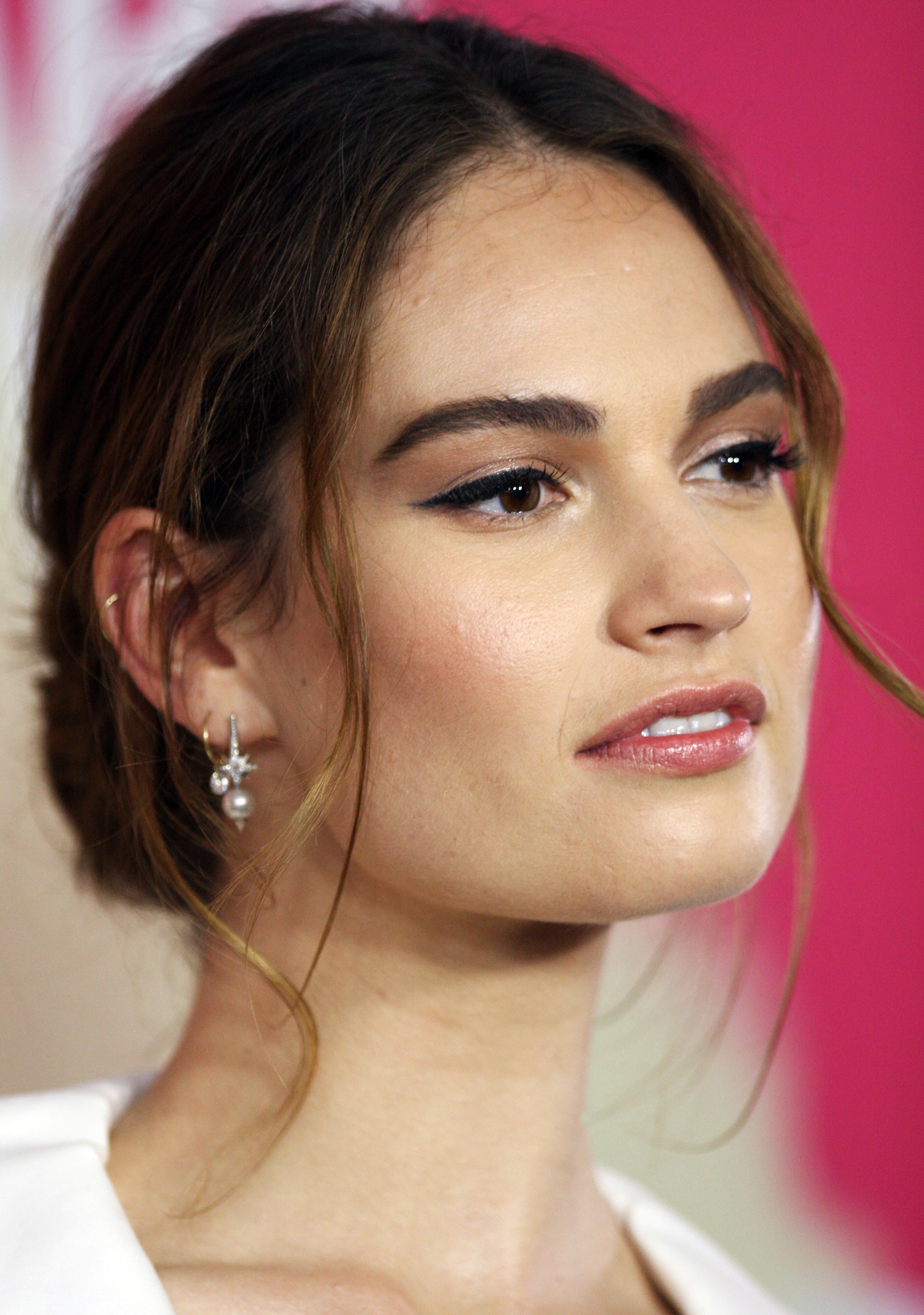
Лили Джеймс, победительница в номинации «Лучшая женская роль в мини-сериале»

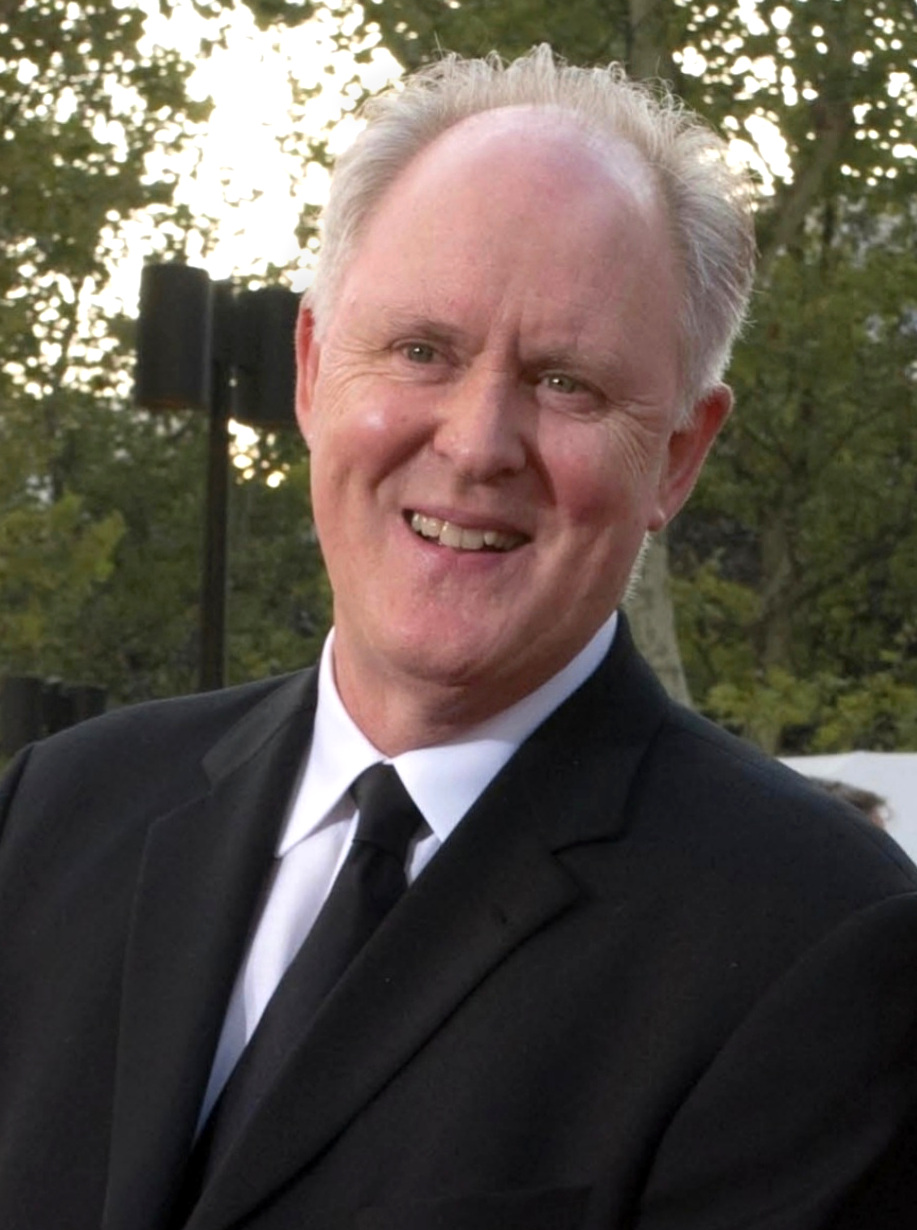
Джон Литгоу, победитель в номинации «Лучшая мужская роль второго плана в сериале, мини-сериале, ограниченном сериале или фильме, созданном для телевидения»

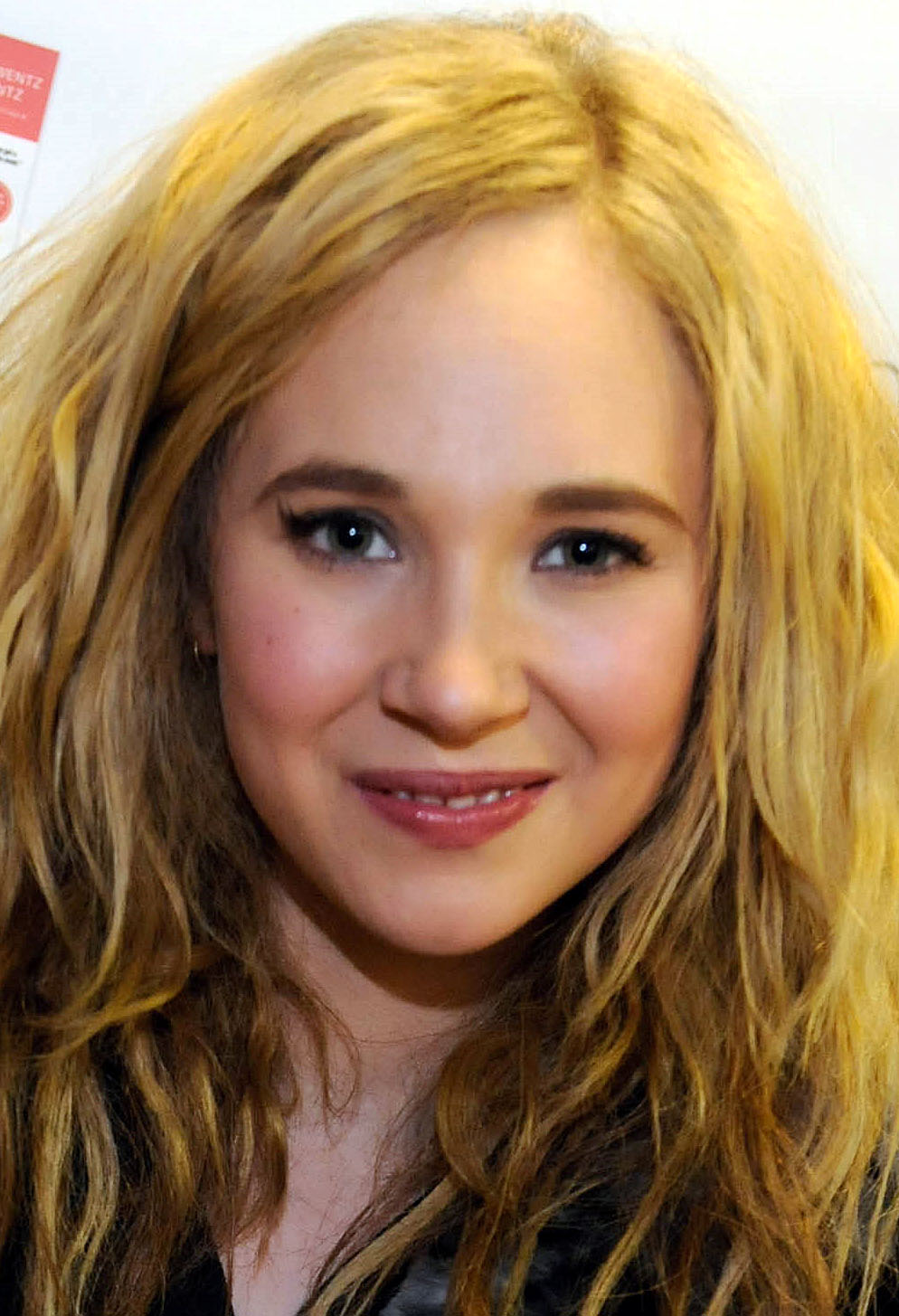
Джуно Темпл, победительница в номинации «Лучшая женская роль второго плана в сериале, мини-сериале, ограниченном сериале или фильме, созданном для телевидения»

Победители перечислены первыми и выделены жирным шрифтом .
| Премия «Спутник» за лучший телевизионный сериал — драма | Премия «Спутник» за лучший телевизионный сериал — комедия или мюзикл |
| --- | --- |
| «Миллиарды» (Showtime) - «1883» (Paramount+) - «Медведь (телесериал)» (FX on Hulu) - «Лучше звоните Солу» (AMC) - «Джентльмен Джек» (HBO) - «Трепет сердца» (Netflix) - «Джулия» (HBO) - «Шершни» (Showtime) | «Барри» (HBO) - «Атланта» (FX) - «Хитрости» (HBO Max) - «Кокетка» (HBO Max) - «Убийства в одном здании» (Hulu) - «Поворотный момент» (Fox) |
| Премия «Спутник» за лучший жанровый телевизионный сериал | Премия «Спутник» за лучший мини-сериал |
| «Пацаны» (Prime Video) - «Извне» (eᴘix) - «Человек, который упал на Землю» (Showtime) - «Чужестранка» (Starz) - «Разделение» (Apple TV+) - «Очень странные дела» (Netflix) | «Под знаменем небес» (FX on Hulu) - «Монстр: История Джеффри Дамера» (Netflix) - «Досье „Ипкресс“» (AMC+) - «Старик» (FX) - «Патинко» (Apple TV+) - «Лестница» (HBO Max) - Будет больно (AMC+) - «Мы владеем этим городом» (HBO) |
| Премия «Спутник» за лучший телевизионный фильм | |
| «Странный Эл» (The Roku Channel) - «Свежатинка» (Hulu) - «Операция „Мясной фарш“» (Netflix) - «Руби, собака-спасатель» (Netflix) - Гарри Хафт: Последний бой (HBO) | |
| Премия «Спутник» за лучшую мужскую роль в телевизионном сериале — драма | Премия «Спутник» за лучшую женскую роль в телевизионном сериале — драма |
| Боб Оденкерк — «Лучше звоните Солу» в роли Джимми Макгилла / Сола Гудмана / Джина Такавича (AMC) - Шон Эванс — «Индевар» в роли Инспектор Морс (PBS) - Джон Кристофер Райли — «Время побеждать: Расцвет династии Лейкерс» в роли Джерри Басса (HBO) - Адам Скотт — «Разделение» в роли Марка (Mark Scout) (Apple TV+) - Джей Кей Симмонс — «Ночное небо» в роли Франклина (Franklin York) (Prime Video) - Джереми Аллен Уайт — «Медведь» в роли Кармен (Carmen «Carmy» Berzatto) (FX on Hulu) | Элизабет Мосс — «Рассказ служанки» в роли Джун Осборн (Hulu) - Кэрри Кун — «Позолоченный век» в роли Берты Рассел (HBO) - Лора Линни — «Озарк» в роли Wendy Byrde (Netflix) - Рэй Сихорн — «Лучше звоните Солу» в роли Ким Векслер (AMC) - Сисси Спейсек — «Ночное небо» в роли Ирен Йорк (Prime Video) - Зендея — «Эйфория» в роли Rue Bennett (HBO)                                                          |
| Премия «Спутник» за лучшую мужскую роль в телевизионном сериале — комедия или мюзикл | Премия «Спутник» за лучшую женскую роль в телевизионном сериале — комедия или мюзикл |
| Билл Хейдер — «Барри» в роли Barry Berkman / Barry Block (HBO) - Дональд Гловер — Атланта в роли Earnest «Earn» Marks (FX) - Дэнни Макбрайд — «Праведные Джемстоуны» в роли Джесси Демстоуна (HBO) - Крэйг Робинсон — «В ударе» в роли Крэйга Фостера (Peacock) - Мартин Шорт — «Убийства в одном здании» в роли Oliver Putnam (Hulu) - Алан Тьюдик — «Засланец из космоса» в роли Harry Vanderspeigle (Syfy)                                                                                 | Селена Гомес — «Убийства в одном здании» в роли Mabel Mora (Hulu) - Кинта Брансон — «Начальная школа Эбботт» в роли Janine Teagues (ABC) - Кейли Куоко — «Бортпроводница» в роли Cassandra «Cassie» Bowden (HBO Max) - Офелия Ловибонд — «Кокетка» в роли Joyce Prigger (HBO Max) - Edi Patterson — «Праведные Джемстоуны» в роли Judy Gemstone (HBO) - Джин Смарт — «Хитрости» в роли Deborah Vance (HBO Max) |
| Премия «Спутник» за лучшую мужскую роль — мини-сериал или телефильм | Премия «Спутник» за лучшую женскую роль — мини-сериал или телефильм |
| Эван Питерс — «Монстр: История Джеффри Дамера» в роли Джеффри Дамера (Netflix) - Джон Бернтал — «Мы владеем этим городом» в роли сержанта Wayne Jenkins (HBO) - Джефф Бриджес — «Старик» в роли Dan Chase / Henry Dixon / Johnny Kohler (FX) - Эндрю Гарфилд — «Под знаменем небес» в роли детектива Jeb Pyre (FX on Hulu) - Джаред Лето — «Не сработало» в роли Адама Неймана (Apple TV+) - Шон [Пенн — «Газлит» в роли Джона Ньютона Митчелла (Starz)                                       | Лили Джеймс — «Пэм и Томми» в роли Памелы Андерсон (Hulu) - Джессика Бил — «Кэнди» в роли Кэнди Монтгомери (Hulu) - Тони Коллеттe — «Лестница» в роли Кетлин Петерсон (HBO Max) - Эль Фэннинг — «Девушка из Плейнвилля» в роли Michelle Carter (Hulu) - Джулия Робертс — «Газлит» в роли Марты Митчелл (Starz) - Рене Зеллвегерr — «Кое-что о Пэм» в роли Pam Hupp (NBC)                                       |
| Премия «Спутник» за лучшую мужскую роль второго плана — мини-сериал, телесериал или телефильм | Премия «Спутник» за лучшую женскую роль второго плана — мини-сериал, телесериал или телефильм |
| Джон Литгоу — «Старик» в роли Harold Harper (FX) - Джанкарло Эспозито — «Лучше звоните Солу» в роли Gus Fring (AMC) - Уолтон Гоггинс — «Праведные Джемстоуны» в роли Baby Billy Freeman (HBO) - Ричард Дженкинс — «История Джеффри Дамера» в роли Lionel Dahmer (Netflix) - Шей Уигем — «Газлит» в роли Джордж Гордон Лидди (Starz) - Сэм Уортингтон — «Под знаменем небес» в роли Ron Lafferty (FX on Hulu)                                                                                  | Джуно Темпл — «Предложение» в роли Bettye McCartt (Paramount+) - Салли Филд — «Время побеждать: Расцвет династии Лейкерс» в роли Jessie Buss (HBO) - Кэссиди Фримен — «Праведные Джемстоуны» в роли Amber Gemstone (HBO) - [Мелани Лински — «Кэнди» в роли Betty Gore (Hulu) - Синтия Никсон — «Позолоченный век» в роли Ada Brook (HBO) - Evan Rachel Wood — «Странный Эл» в роли Мадонны (The Roku Channel)  |

### Сериалы с несколькими номинациями
| Номинации | Ряд                                         |
| --------- | ------------------------------------------- |
| 4         | «Лучше звоните Солу»                        |
| 4         | «Праведные Джемстоуны»                      |
| 3         | «Монстр: История Джеффри Дамера»            |
| 3         | «Газлит»                                    |
| 3         | «Старик»                                    |
| 3         | «Убийства в одном здании»                   |
| 3         | «Под знаменем небес»                        |
| 2         | «Атланта»                                   |
| 2         | «Барри»                                     |
| 2         | Медведь                                     |
| 2         | «Кэнди»                                     |
| 2         | «Позолоченный век»                          |
| 2         | «Хитрости»                                  |
| 2         | «Кокетка»                                   |
| 2         | «Ночное небо»                               |
| 2         | «Разделение»                                |
| 2         | «Лестница»                                  |
| 2         | «Мы владеем этим городом»                   |
| 2         | «Странный Эл»                               |
| 2         | «Время побеждать: Расцвет династии Лейкерс» |

### Сериал с несколькими победами
| Победы | Ряд     |
| ------ | ------- |
| 2      | «Барри» |